# Sphagnum khasianum
Sphagnum khasianum là một loài rêu trong họ Sphagnaceae. Loài này được Mitt. mô tả khoa học đầu tiên năm 1859.